# Victoria Sauze
Victoria „Vicky“ Sauze Valdez (* 21. Juli 1991 in San Miguel de Tucumán) ist eine argentinische Hockeyspielerin. Sie gewann mit der argentinischen Nationalmannschaft bis 2024 je eine olympische Silber- und Bronzemedaille und eine Weltmeisterschaftssilbermedaille.

## Sportliche Karriere
Sauze debütierte 2014 in der Nationalmannschaft. Bei den Südamerikaspielen 2014 war sie in allen sechs Spielen dabei. Im Finale siegten die Argentinierinnen mit 3:1 gegen die Chileninnen. Danach kehrte Sauze erst 2017 in die Nationalmannschaft zurück. Ihr nächstes großes Turnier waren die Südamerikaspiele 2018 in Cochabamba. Die Argentinierinnen siegten im Finale mit 8:0 über die Mannschaft Uruguays. 2019 besiegten die Argentinierinnen im Finale der Panamerikanischen Spiele in Lima die Kanadierinnen mit 5:1. Bei den Olympischen Spielen in Tokio belegten die Argentinierinnen in ihrer Vorrundengruppe nur den dritten Platz. Mit einem 3:0-Sieg im Viertelfinale gegen die deutsche Mannschaft und einem 2:1-Halbfinalsieg über die Inderinnen erreichten die Argentinierinnen das Finale gegen die Mannschaft aus den Niederlanden. Die Argentinierinnen unterlagen mit 1:3 und erhielten die Silbermedaille. Sauze war in allen acht Spielen dabei.
2022 erreichten die Argentinierinnen bei der Weltmeisterschaft in Terrassa mit einem Sieg im Shootout gegen die deutsche Mannschaft das Endspiel. Dort verloren sie mit 1:3 gegen die Niederländerinnen. Im Oktober 2022 bei den Südamerikaspielen in Paraguay siegte die chilenische Mannschaft im Shootout des Finales gegen die Argentinierinnen. 2023 trafen die Argentinierinnen im Finale der Panamerikanischen Spiele in Santiago auf das Team aus den Vereinigten Staaten und gewannen durch Tore von Agustina Gorzelany und Eugenia Trinchinetti mit 2:1. Bei den Olympischen Spielen 2024 in Paris verloren die Argentinierinnen im Halbfinale gegen die Niederländerinnen. Das Spiel um den dritten Platz gewannen sie im Shootout gegen die Belgierinnen. Sauze war in allen acht Spielen dabei.
Victoria Sauze bestritt bis zum 9. August 2024 155 Länderspiele für Argentinien, in denen sie sieben Tore erzielte.